# Jan de Beer (zanger)
Jan de Beer (15 mei 1949 – 1 april 2015) was een Nederlands journalist, tekstschrijver en zanger van eigen Nederlandstalige liedjes.
De Beer groeide op in Zeist en woonde sinds eind jaren '70 in Driebergen. In die tijd trok hij regelmatig als troubadour door België. Hij maakte muziek en schilderde in zijn atelier. Van 1988 tot 2014 was hij redacteur voor de Stichtse Courant. De Beer maakte drie lp's en een cd.

## Discografie
- Muziekarchief